# Borzymy (gromada)
Borzymy – dawna gromada, czyli najmniejsza jednostka podziału terytorialnego Polskiej Rzeczypospolitej Ludowej w latach 1954–1972.
Gromady, z gromadzkimi radami narodowymi (GRN) jako organami władzy najniższego stopnia na wsi, funkcjonowały od reformy reorganizującej administrację wiejską przeprowadzonej jesienią 1954 do momentu ich zniesienia z dniem 1 stycznia 1973, tym samym wypierając organizację gminną w latach 1954–1972.
Gromadę Borzymy z siedzibą GRN w Borzymach utworzono – jako jedną z 8759 gromad – w powiecie ełckim w woj. białostockim, na mocy uchwały nr 13/V WRN w Białymstoku z dnia 4 października 1954. W skład jednostki weszły obszary dotychczasowych gromad Borzymy, Dudki, Grądzkie Ełckie, Jędrzejki, Lisewo, Romanowo, Romoty, Skrzypki i Stożne ze zniesionej gminy Pisanica w tymże powiecie. Dla gromady ustalono 11 członków gromadzkiej rady narodowej.
Gromada przetrwała do końca 1972 roku, czyli do kolejnej reformy gminnej.